# Xylazine
 (novembre 2024).
Si vous disposez d'ouvrages ou d'articles de référence ou si vous connaissez des sites web de qualité traitant du thème abordé ici, merci de compléter l'article en donnant les références utiles à sa vérifiabilité et en les liant à la section « Notes et références ».
La xylazine est un α2-agoniste utilisé en anesthésiologie vétérinaire. Il possède également d'autres indications, notamment en endocrinologie. Associée au fentanyl, elle fait l'objet d'un usage détourné aux États-Unis et au Canada.

## Mode d'action
La xylazine agit sur les récepteurs adrénergiques α2 localisés dans le système nerveux central et le cœur. Elle diminue la libération de noradrénaline et provoque une inhibition du système nerveux sympathique. Ainsi, la xylazine est responsable d'une diminution de la vigilance, de la nociception et du tonus musculaire.
À l'étage cardiaque, elle provoque une bradyarythmie.
La xylazine agit également sur les récepteurs adrénergiques α1 — son affinité pour les récepteurs α2 est 160 fois plus grande que pour les récepteurs α1 — ce qui provoque une vasoconstriction périphérique et une hypertension, plus fortes qu'avec la médétomidine.
Son pouvoir analgésique est assez faible, en comparaison avec les autres membres de sa classe.

## Pharmacocinétique
La biodisponibilité de la xylazine est très variable chez le chien, entre 52 et 90 % après administration par voie intramusculaire. La xylazine agit en 10 à 15 minutes par voies intramusculaire et sous-cutanée, et en 3 à 5 minutes par voie intraveineuse. L'effet analgésique ne dure que 15 à 30 minutes tandis que l'effet sédatif dure 1 à 2 heures.
Le temps de demi-vie plasmatique est de 30 minutes chez le chien. La xylazine subit une métabolisation hépatique et est excrétée via les urines.

## Utilisation / Posologie
La xylazine possède une activité sympatholytique. Elle est utilisée en médecine vétérinaire comme sédatif et myorelaxant, ainsi que comme analgésique. En anesthésiologie, elle est indiquée pour la prémédication et la sédanalgésie. Elle potentialise la narcose et la myorelaxation des anesthésiques halogénés volatils (halothane, isoflurane, etc.). Chez le chat, la xylazine peut être utilisée, lors d'ingestion aiguë de toxiques non caustiques, comme émétique. La xylazine est hypoinsulinémiante et, par là même, hyperglycémiante. Elle semble avoir également une indication dans le diagnostic des insuffisances somatotropes.
|       | Indication | Posologie          | Voie d'administration |
| Chien | Sédation   | 0,5 à 1,1 mg·kg-1  | IM, SC                |
| Chien | Sédation   | 0,22 à 1,1 mg·kg-1 | IV                    |
| Chat  | Sédation   | 0,5 à 2,2 mg·kg-1  | IM, IV, SC            |
| Chat  | Émétique   | 0,44 mg·kg-1       | IM, SC                |

## Effets secondaires
La xylazine provoque une dépression cardio-respiratoire importante à l'origine d'une bradycardie sinusale, de blocs atrio-ventriculaires et d'une bradypnée. Elle induit également une vasoconstriction. Sur le plan hémodynamique, la xylazine provoque d'abord une hypertension puis une hypotension. Elle diminue les contractions des muscles lisses : elle freine ainsi la motricité gastro-intestinale et favorise l'aérogastrie. En conséquence, il est déconseillé d'utiliser la xylazine pour tout examen d'imagerie médicale du tube digestif.

## Contre-indications
- Arythmie ventriculaire
- Insuffisance cardiaque, insuffisance respiratoire
- États de choc
- Insuffisance hépato-cellulaire grave
- Insuffisance rénale

## Interactions médicamenteuses
L'acépromazine peut potentialiser l'hypotension provoquée par la xylazine. L'association avec l'adrénaline (ou épinéphrine) peut augmenter les risques d'arythmie ventriculaire.

## Antagonisation
La xylazine est antagonisée par des α2-antagonistes, comme l'atipamézole, la yohimbine et la tolazoline.

## Médicaments vétérinaires disponibles en France
- Rompun 2 % (xylazine)
- Antisédan (atipamézole)

## Utilisation comme drogue en association avec le fentanyl
La xylazine est utilisée aux États-Unis pour augmenter les effets du fentanyl, un opioïde de synthèse. L'association des deux substances est connue sous les noms tranq, tranq dope (diminutifs de « tranquillisant ») et zombie drug (« drogue du zombie »). Au niveau national, la xylazine est présente dans 25 % des drogues vendues ; la ville de Philadelphie, au Nord-Est des États-Unis, est la plus concernée par ce phénomène, avec plus de 90 % des échantillons de drogues saisies testés positifs à cette molécule,.
Chez les usagers, elle provoque « des pertes de connaissance, des états de stupeur durables » et cause chez les usagers injecteurs « des blessures qui dégénèrent en escarres puis en gangrène et en nécroses, qui, si elles ne sont pas traitées à temps, peuvent nécessiter des amputations ». De plus, elle renforce les risques d'overdose aux opioïdes en ne réagissant pas aux traitements habituellement utilisés contre ces dernières,. 
Fin 2022, début 2023, services sociaux et Food and Drug Administration tentent d'alerter médias et médecins afin de limiter les ravages sanitaires et sociaux de cette substance,. Elle est aussi présente au Canada où elle a émergé en 2019.
En France où elle ne circule pas, la « drogue du zombie » fait régulièrement l'objet de fausses informations,.